# Tsushima (província)

Mapa das províncias japonesas (1868) com a província de Tsushima em destaque

Tsushima ou Tsuxima (対馬国 Tsushima no kuni) foi uma antiga província do Japão (séculos VII-XIX) na Ilha de Tsushima, equivalente à área da atual cidade de Tsushima,  Nagasaki. Era às vezes chamada de Taishū (対州).

## História política
A origem da província de Tsushima não é clara. É possível que Tsushima tenha sido reconhecida como uma província da Corte de Yamato no século V. Sob o sistema do Ritsuryō, Tsushima se tornou formalmente uma província.
Tsushima era uma área estratégica de papel importante na defesa nacional contra possíveis invasões do continente e para o comércio com a Coreia. Depois que o Japão foi derrotado por Silla na Batalha de Baekgang em 663, o Castelo de Kaneda foi construído na ilha.
Tsushima foi controlada pelos Tsushima no Kuni no miyatsuko até o Período Heian. Esse clã foi depois substituído pelo clã Abiru. O clã Sō subiu ao poder em meados do século XIII e controlou a ilha até o século XV. Durante o Período Edo, Tsushima foi governada pelo domínio de Tsushima-Fuchu (Domínio de Izuhara) do clã Sō, que cuidava da diplomacia e monopolizou o comércio com a Dinastia Joseon da Coreia.
Como resultado da abolição do sistema han, o domínio de Tsushima Fuchu se tornou a prefeitura de Izuhara em 1871. No mesmo ano, a prefeitura de Izuhara foi incorporada à prefeitura de Imari, que foi renomeada como prefeitura de Saga em 1872. Tsushima foi transferida para a prefeitura de Nagasaki em 1872.

## Distritos
Ao longo da história, a província de Tsushima possuía dois distritos:
- Kamiagata (上県)
- Shimoagata (下県)

A capital da província de Tsushima se localizava em Izuhara. No sistema municipal contemporâneo, os distritos de Kamiagata e Shimoagata foram fundidos na cidade de Tsushima.